# Casa Pia Atlético Clube
El Casa Pia Atlético Clube, conegut simplement com a Casa Pia, és un club de futbol professional fundat l'any 1920 i amb seu a Lisboa, Portugal, que competeix a la Lliga Portugal 2. El club porta el nom de Casa Pia, una organització benèfica portuguesa per a nens, i molts dels seus atletes provenen d'aquesta institució. El seu estadi de futbol és l'Estàdio Pina Manique, anomenat així en honor de Pina Manique, el fundador de l'associació infantil Casa Pia.
Casa Pia va tenir quatre jugadors al primer partit de la selecció de futbol de Portugal, a Madrid, el 18 de desembre de 1921, que va acabar amb una derrota per 1–3. El jugador de Casa Pia Cândido de Oliveira n'era el capità. Casa Pia va ascendir de la Sèrie E de Terceira Divisão al Grup Central de la Segona Divisió portuguesa la temporada 2009-10 com a campió. El 2019 van tornar a ascendir a LigaPro. L'equip jugarà per primera vegada en 83 anys a la Primeira Liga la temporada 2022-23.

## Seccions

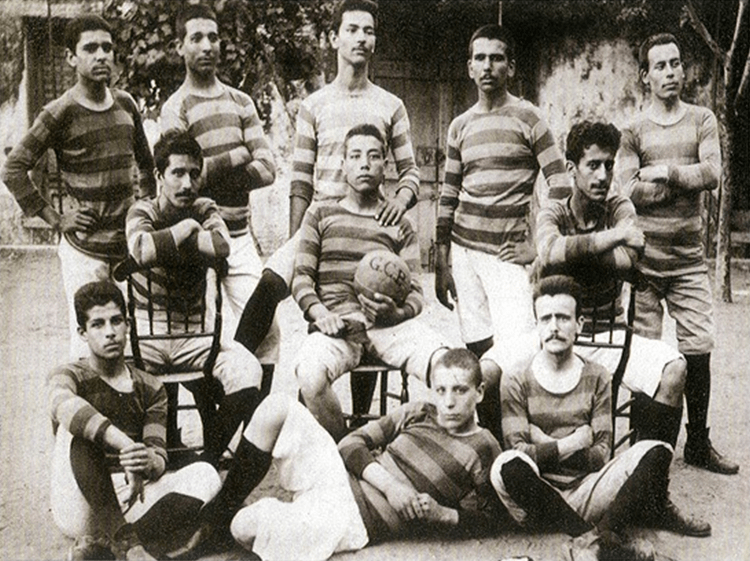
Equip del Casa Pia l'any 1898

- Futbol
- Futbol sala
- Handbol
- Karate
- Gimnàstica
- Halterofília
- Hoquei
- Tennis taula
- Lluita
- Pesca esportiva